# Elçin Qasımov
Elçin Qasımov (ur. 1986) – azerski lekkoatleta specjalizujący się w rzucie oszczepem.
Reprezentant kraju w pucharze Europy oraz drużynowych mistrzostwach Europy.
Rekord życiowy: 53,38 (4/5 czerwca 2010, Baku) – rezultat ten do 2017 roku był rekordem Azerbejdżanu.